# 성읍민속로
 성읍민속로(Seongeumminsok-ro)는 제주특별자치도 서귀포시 표선면 정의골 교차로 에서 민속마을입구 교차로 잇는 도로이다.

## 주요 경유지
제주특별자치도
- 서귀포시 표선면

## 노선
| 이름                | 접속 노선                        | 소재지        | 소재지        | 비고          |
| 세성로와 직결       | 세성로와 직결                    | 세성로와 직결 | 세성로와 직결 | 세성로와 직결 |
| ------------------- | -------------------------------- | ------------- | ------------- | ------------- |
| 정의골 교차로       | 국가지원지방도 제97호선 (번영로) | 서귀포시      | 표선면        |               |
| 성읍리삼거리        | 성읍정의현로                     | 서귀포시      | 표선면        |               |
| 성읍민속촌 교차로   | 지방도 제1136호선 (중산간동로)   | 서귀포시      | 표선면        |               |
| 성읍리 교차로       | 성읍정의현로                     | 서귀포시      | 표선면        |               |
| 민속마을입구 교차로 | 국가지원지방도 제97호선 (번영로) | 서귀포시      | 표선면        |               |

## 주요 건물 및 시설
- 성읍초등학교 (성읍민속로 65/성읍리 1002)